# مايك توماس
مايك توماس (بالإنجليزية: Mike Thomas)‏ هو سياسي بريطاني، ولد في 24 مايو 1944. حزبياً، نشط في حزب العمال. في الانتخابات العامة في المملكة المتحدة أكتوبر 1974 ‏، انتخب عضو البرلمان السابع والأربعون للمملكة المتحدة عن دائرة Newcastle upon Tyne East ‏ خلال فترته النيابية ‏ (10 أكتوبر 1974 – 7 أبريل 1979) وانتخب عضو البرلمان الثامن والأربعون للمملكة المتحدة عن دائرة Newcastle upon Tyne East ‏ خلال فترته النيابية ‏ (2 مارس 1981 – 13 مايو 1983) وفي الانتخابات العامة للمملكة المتحدة 1979 ‏، انتخب عضو البرلمان الثامن والأربعون للمملكة المتحدة عن دائرة Newcastle upon Tyne East ‏ خلال فترته النيابية ‏ (3 مايو 1979 – 2 مارس 1981).